# Saumaco
Saumaco fue un jefe escita que mató a Perisades V, rey de Bósforo, que sirvió probablemente como militar. Como consecuencia de su revuelta, tomó la cabeza del reino de Bósforo. Diofanto, general de Mitrídates VI, presente en el Quersoneso, lo expulsó por la fuerza en 107-106 a. C. Capturado, fue enviado a la corte de Mitrídates VI como prisionero.
Saumaco es conocido principalmente por un decreto de la ciudad de Quersoneso en honor de Diofanto.